# Federico Guglielmo di Prussia (1880)
Federico Guglielmo di Prussia (Kamenz, 12 luglio 1880 – Dresda, 9 marzo 1925) fu un membro della casa di Hohenzollern.

## Biografia
Federico Guglielmo era il figlio più giovane del principe Alberto di Prussia e di sua moglie, la principessa Maria di Sassonia-Altenburg. I suoi nonni paterni erano il principe Alberto di Prussia e la principessa Marianna dei Paesi Bassi. I suoi nonni materni erano Ernesto I di Sassonia-Altenburg e Agnese di Anhalt.
Trascorse la giovinezza tra Berlino, il castello di Reinhartshausen di sua nonna a Erbach e il Brunswick, dove il padre era reggente. Studiò legge all'Università di Bonn, dove conseguì il titolo di Dottore in Filosofia. I suoi principali interessi erano la scienza, la letteratura e la musica. Patrocinò dal 1908 al 1913 il festival musicale della Prussia orientale a Königsberg e dal 1909 fu presidente dell'Accademia delle scienze utili di Erfurt.
L'8 giugno 1910 sposò a Potsdam la principessa Agata di Hohenlohe-Schillingsfürst. La coppia andò quindi a risiedere nel Voivodato della Slesia.

## Carriera militare e politica
Come principe della famiglia reale, Federico Guglielmo ricevette il grado di tenente nel I° Reggimento della Guardia all'età di 10 anni, senza tuttavia prestare servizio attivo.
Nel 1911 fu nominato Governatore (Landrat) del distretto slesiano di Frankenstein. Partecipò alla prima guerra mondiale, ricevendo una Croce di Ferro di II classe e ottenendo la promozione a maggiore generale. Tuttavia non fu un combattente attivo quanto un rappresentante di Guglielmo II in diverse missioni diplomatiche in Europa. Intuendo come prossima la caduta della monarchia in Germania, propose discussioni accademiche su una futura possibile ricostruzione del governo secondo la forma costituzionale del Regno Unito.
Nel 1918 fu preso in considerazione come sovrano per il neonato regno di Finlandia, ma il cattolicesimo della moglie lo impedì e venne scelto il principe Federico d'Assia.

## Famiglia
Dalla moglie, la principessa Agata di Hohenlohe-Schillingsfürst (24 luglio 1888–12 dicembre 1960), figlia del duca Vittorio II di Ratibor, ebbe quattro figlie:
- Maria Teresa di Prussia (2 maggio 1911-3 gennaio 2005), sposò Aloys Rudolph Hug, ebbero undici figli;
- Luisa Enrichetta di Prussia (21 luglio 1912-12 ottobre 1973), sposò Wilhelm Schmalz, ebbero quattro figli;
- Marianna di Prussia (23 agosto 1913-1 marzo 1983), sposò il principe Guglielmo d'Assia-Philippsthal-Barchfeld, ebbero due figli;
- Elisabetta di Prussia (9 febbraio 1919-24 agosto 1961), sposò Heinz Mees, non ebbero figli.

## Morte
Dopo la guerra e l'instaurazione della Repubblica di Weimar, Federico Guglielmo fu coinvolto nelle trame monarchiche che miravano alla restaurazione dell'Impero tedesco. Tuttavia morì il 9 marzo 1925, all'età di 44 anni, a Weisser Hirsch, un quartiere residenziale di Dresda.

## Ascendenza
|                                    |                                   |                                      | Genitori                                      |  |  | Nonni |  |  | Bisnonni                             |  |  | Trisnonni                            |  |
|                                    |                                   |                                      |                                               |  |  |       |  |  | 8. Federico Guglielmo III di Prussia |  |  | 16. Federico Guglielmo II di Prussia |  |
|                                    |                                   |                                      |                                               |  |  |       |  |  | 8. Federico Guglielmo III di Prussia |  |  | 16. Federico Guglielmo II di Prussia |  |
|                                    |                                   | 17. Federica Luisa d'Assia-Darmstadt |                                               |  |  |       |  |  | 8. Federico Guglielmo III di Prussia |  |  |                                      |  |
| 4. Alberto di Prussia              |                                   |                                      |                                               |  |  |       |  |  | 8. Federico Guglielmo III di Prussia |  |  |                                      |  |
|                                    |                                   | 9. Luisa di Meclemburgo-Strelitz     | 18. Carlo II di Meclemburgo-Strelitz          |  |  |       |  |  |                                      |  |  |                                      |  |
|                                    |                                   | 9. Luisa di Meclemburgo-Strelitz     | 18. Carlo II di Meclemburgo-Strelitz          |  |  |       |  |  |                                      |  |  |                                      |  |
|                                    |                                   | 9. Luisa di Meclemburgo-Strelitz     | 19. Federica d'Assia-Darmstadt                |  |  |       |  |  |                                      |  |  |                                      |  |
| 2. Alberto di Prussia              |                                   | 9. Luisa di Meclemburgo-Strelitz     |                                               |  |  |       |  |  |                                      |  |  |                                      |  |
|                                    |                                   | 10. Guglielmo I dei Paesi Bassi      | 20. Guglielmo V di Orange-Nassau              |  |  |       |  |  |                                      |  |  |                                      |  |
|                                    |                                   | 10. Guglielmo I dei Paesi Bassi      | 20. Guglielmo V di Orange-Nassau              |  |  |       |  |  |                                      |  |  |                                      |  |
|                                    |                                   | 10. Guglielmo I dei Paesi Bassi      | 21. Guglielmina di Prussia                    |  |  |       |  |  |                                      |  |  |                                      |  |
| 5. Marianna di Orange-Nassau       |                                   | 10. Guglielmo I dei Paesi Bassi      |                                               |  |  |       |  |  |                                      |  |  |                                      |  |
|                                    |                                   | 11. Guglielmina di Prussia           | 22. Federico Guglielmo II di Prussia (= 16)   |  |  |       |  |  |                                      |  |  |                                      |  |
|                                    |                                   | 11. Guglielmina di Prussia           | 22. Federico Guglielmo II di Prussia (= 16)   |  |  |       |  |  |                                      |  |  |                                      |  |
|                                    |                                   | 11. Guglielmina di Prussia           | 23. Federica Luisa d'Assia-Darmstadt (= 17)   |  |  |       |  |  |                                      |  |  |                                      |  |
| 1. Federico Guglielmo di Prussia   |                                   | 11. Guglielmina di Prussia           |                                               |  |  |       |  |  |                                      |  |  |                                      |  |
|                                    | 12. Giorgio di Sassonia-Altenburg | 24. Federico di Sassonia-Altenburg   |                                               |  |  |       |  |  |                                      |  |  |                                      |  |
|                                    | 12. Giorgio di Sassonia-Altenburg | 24. Federico di Sassonia-Altenburg   |                                               |  |  |       |  |  |                                      |  |  |                                      |  |
|                                    | 12. Giorgio di Sassonia-Altenburg | 25. Carlotta di Meclemburgo-Strelitz |                                               |  |  |       |  |  |                                      |  |  |                                      |  |
| 6. Ernesto I di Sassonia-Altenburg | 12. Giorgio di Sassonia-Altenburg |                                      |                                               |  |  |       |  |  |                                      |  |  |                                      |  |
|                                    |                                   | 13. Maria di Meclemburgo-Schwerin    | 26. Federico Ludovico di Meclemburgo-Schwerin |  |  |       |  |  |                                      |  |  |                                      |  |
|                                    |                                   | 13. Maria di Meclemburgo-Schwerin    | 26. Federico Ludovico di Meclemburgo-Schwerin |  |  |       |  |  |                                      |  |  |                                      |  |
|                                    |                                   | 13. Maria di Meclemburgo-Schwerin    | 27. Elena Pavlovna Romanova                   |  |  |       |  |  |                                      |  |  |                                      |  |
| 3. Maria di Sassonia-Altenburg     |                                   | 13. Maria di Meclemburgo-Schwerin    |                                               |  |  |       |  |  |                                      |  |  |                                      |  |
|                                    |                                   | 14. Leopoldo IV di Anhalt-Dessau     | 28. Federico di Anhalt-Dessau                 |  |  |       |  |  |                                      |  |  |                                      |  |
|                                    |                                   | 14. Leopoldo IV di Anhalt-Dessau     | 28. Federico di Anhalt-Dessau                 |  |  |       |  |  |                                      |  |  |                                      |  |
|                                    |                                   | 14. Leopoldo IV di Anhalt-Dessau     | 29. Amalia d'Assia-Homburg                    |  |  |       |  |  |                                      |  |  |                                      |  |
| 7. Agnese di Anhalt                |                                   | 14. Leopoldo IV di Anhalt-Dessau     |                                               |  |  |       |  |  |                                      |  |  |                                      |  |
|                                    |                                   | 15. Federica di Prussia              | 30. Luigi di Prussia                          |  |  |       |  |  |                                      |  |  |                                      |  |
|                                    |                                   | 15. Federica di Prussia              | 30. Luigi di Prussia                          |  |  |       |  |  |                                      |  |  |                                      |  |
|                                    |                                   | 15. Federica di Prussia              | 31. Federica di Meclemburgo-Strelitz          |  |  |       |  |  |                                      |  |  |                                      |  |
|                                    |                                   | 15. Federica di Prussia              |                                               |  |  |       |  |  |                                      |  |  |                                      |  |